# Glatthaferwiesen Löbstedt
Glatthaferwiesen Löbstedt este o arie protejată (arie specială de conservare — SAC, sit de importanță comunitară — SCI) din Germania întinsă pe o suprafață de 7 ha, integral pe uscat.

## Localizare
Centrul sitului Glatthaferwiesen Löbstedt este situat la coordonatele 50°56′53″N 11°36′58″E / 50.9481°N 11.6161°E.

## Înființare
Situl Glatthaferwiesen Löbstedt a fost declarat sit de importanță comunitară în iunie 2004 pentru a proteja 6 specii de animale. Situl a fost protejat și ca arie specială de conservare în iulie 2008.

## Biodiversitate
Situată în ecoregiunea continentală, aria protejată conține 1 habitat natural: Fânețe de joasă altitudine (Alopecurus pratensis, Sanguisorba officinalis).
La baza desemnării sitului se află mai multe specii protejate:
- păsări (3): sfrâncioc roșiatic (Lanius collurio), gaia roșie (Milvus milvus), ciocănitoare verzuie (Picus canus)
- nevertebrate (3): phengaris nausithous (Maculinea nausithous), Maculinea teleius, Osmoderma eremita Complex

Pe lângă speciile protejate, pe teritoriul sitului au mai fost identificate 5 specii de nevertebrate, 1 specie de reptile.